# Rhombencephalon
Mit Rhombencephalon oder Rautenhirn wird ein Bereich des Gehirns von Wirbeltieren bezeichnet, der schon in der frühen Embryogenese des Zentralnervensystems angelegt wird und an das Rückenmark anschließt sowie an das Mittelhirn (Mesencephalon) grenzt.

Stadien in der Embryogenese des Gehirns: Das vordere Neuralrohr entwickelt sich zunächst zu den Anlagen von Prosencephalon, Mesencephalon und Rhombencephalon (linke Bildhälfte). Das Rhombencephalon wird danach durch die Brückenbeuge (nicht dargestellt) in Metencephalon und Myelencephalon untergliedert (rechts).

Das Rhombencephalon wird untergliedert in
- Metencephalon (Hinterhirn), bestehend aus Pons (Brücke) und Kleinhirn (Cerebellum)
- Myelencephalon (Markhirn), auch Medulla oblongata (Verlängertes Mark)

Das Kleinhirn sitzt dabei den übrigen Anteilen des Rautenhirns rückenwärts auf und bildet zusammen mit den Marksegeln das Dach des IV. Ventrikels (Ventriculus quartus). Der Boden des vierten Ventrikels wird von Pons und Medulla oblongata gebildet und ist mit seiner rautenförmigen (rhombischen) Grundfläche namensgebend, sowohl für die sogenannte Rautengrube (Fossa rhomboidea) wie auch für den gesamten Hirnbereich, das Rautenhirn.
Formgebend ist die embryonal ausgebildete Krümmung der Brückenbeuge (Flexura pontina), mit der dieser Hirnbereich eingebogen und seine beiden dorsalen Flügelplatten seitwärts auseinander gefaltet werden, sodass deren Ränder dann als Rautenlippen die zur Form einer Raute ausgezogene dünne Deckplatte einfassen. Die rostralen Bereiche der Rautenlippen sind dem Metencephalon zugeordnet und stellen die Anlage des Kleinhirns dar.
Die Zusammengehörigkeit der Anteile des Rhombencephalon zeigt sich in engen funktionellen Bezügen und erklärt sich aus der embryonalen Entstehung des Gehirns bzw. dessen stammesgeschichtlicher Entwicklung. Aus dem vorderen Neuralrohr entwickelt sich bei Wirbeltieren das Gehirn. Seine Anlage tritt durch unterschiedliches Wachstum in der frühen Phase als ein Dreibläschengebilde in Erscheinung. Aus dem hinteren dieser drei primären Hirnbläschen gehen die späteren Anteile des Rhombencephalon hervor. Aus dem vorderen Hirnbläschen entsteht das Vorderhirn (Prosencephalon) mit den späteren Hirnbereichen von Endhirn und Zwischenhirn, aus dem mittleren Bläschen das Mittelhirn.